# Donnici rosso
Il Donnici rosso è un vino DOC la cui produzione è consentita nella provincia di Cosenza.

## Caratteristiche organolettiche
- colore: dal rosso rubino al cerasuolo
- odore: vinoso, gradevole
- sapore: pieno, asciutto, armonico

## Produzione
Provincia, stagione, volume in ettolitri
- Cosenza  (1991/92)  276,5
- Cosenza  (1992/93)  331,96
- Cosenza  (1993/94)  433,5
- Cosenza  (1994/95)  473,35
- Cosenza  (1995/96)  457,08
- Cosenza  (1996/97)  230,02